# Định lý Gauss
Định lý Gauss, hay còn gọi là định lý phân kỳ, hay định lý Ostrogradsky, hay định lý Gauss-Ostrogradsky (do hai nhà toán học người Đức Carl Friedrich Gauß và người Nga Mikhail Vasilyevich Ostrogradsky nghiên cứu) là kết quả nói lên sự liên quan của dòng chảy (nghĩa là thông lượng) của một trường vectơ thông qua một mặt với hành vi của trường vectơ đó bên trong mặt đó.

## Phát biểu định lý

Miền V được bao quanh bằng một mặt S=∂V với chuẩn của mặt là n.

giả sử V là tập con của Rn (nghĩ đến n = 3) làm một mặt 
compact và có biên là một hàm trơn gián đoạn. Nếu F là một trường vectơ khả vi liên tục được định nghĩa trên một vùng xung quanh V, thì ta có
{\displaystyle \iiint \limits _{V}\left(\nabla \cdot \mathbf {F} \right){\mbox{d}}V=\iint \limits _{\partial V}\mathbf {F} \cdot {\mbox{d}}\mathbf {S} ,}
vế trái thường được viết như là tích phân thể tích bên trong một quả cầu mà mặt cầu S of được dùng trong tích phân mặt của cùng một thể tích ở phía bên phải
{\displaystyle \int _{V}\operatorname {div} {\vec {F}}\;\mathrm {d} V=\oint _{S}{\vec {F}}\cdot \mathrm {d} {\vec {S}}}
(với {\displaystyle \mathrm {d} {\vec {S}}={\vec {n}}\;\mathrm {d} S}).
với ∂V là biên của V định hướng bằng vecto mặt chuẩn đơn vị hướng ra ngoài, và dS là viết tắt cho ndS, vecto chuẩn hướng hướng ra ngoài của biên ∂V.
Vế trái biểu diễn tổng các nguồn trong thể tích V, và vế phải biểu diễn tổng các dòng chảy
qua biên ∂V.
Định lý thường được áp dụng với dạng khác như sau (xem thêm các hằng đẳng thức vectơ):
{\displaystyle \iiint \limits _{V}\mathbf {F} \cdot \left(\nabla g\right)+g\left(\nabla \cdot \mathbf {F} \right){\mbox{d}}V=\iint \limits _{\partial V}g\mathbf {F} \cdot {\mbox{d}}\mathbf {S} }
(this is the basis for Green's identities, if {\displaystyle \mathbf {F} =\nabla f}),
{\displaystyle \iiint \limits _{V}\nabla g{\mbox{d}}V=\iint \limits _{\partial V}g{\mbox{d}}\mathbf {S} ,}
{\displaystyle \iiint \limits _{V}\mathbf {G} \cdot \left(\nabla \times \mathbf {F} \right)-\mathbf {F} \cdot \left(\nabla \times \mathbf {G} \right){\mbox{d}}V=\iint \limits _{\partial V}\left(\mathbf {F} \times \mathbf {G} \right)\cdot {\mbox{d}}\mathbf {S} ,}
{\displaystyle \iiint \limits _{V}\nabla \times \mathbf {F} {\mbox{d}}V=\iint \limits _{\partial V}{\mbox{d}}\mathbf {S} \times \mathbf {F} .}
Chú ý là định lý tiêu tán chỉ là một trường hợp của định lý Stokes tổng quát hơn, một định lý tổng quát hóa của định lý cơ sở của vi tích phân.